# How Do U Want It
How Do U Want It è un singolo del rapper statunitense 2Pac, pubblicato nel 1996 dalla Death Row Records ed estratto dall'album All Eyez on Me.

## Descrizione
Il brano contiene una forte impronta rap con riecheggiamenti pop, K-Ci e JoJo cantano il ritornello mentre 2Pac "rappa" in 3 strofe. Il singolo ha una versione non censurata e una versione remix senza contenuti espliciti. Ha ottenuto 2 dischi di platino.

## Video Musicale
Esistono anche tre versioni del video: in modo analogo al singolo vi è una versione censurata e un'altra no, con espliciti nudismi. Entrambi i video sono ambientati in uno strip club e in una limousine. Al video parteciparono famose pornostar e attrici dell'epoca come Heather Hunter, Jeannie Pepper, Nadia Cassini, Ebony Ayes, Angel Kelly, Nyomi Banxxx e Nina Hartley. Il terzo video invece è stato girato durante un concerto di Tupac e K-Ci & JoJo con partecipazioni di rapper come Treach o Shock G.

## Tracce
1. How Do U Want It (LP Version)
2. California Love (Long Radio Edit)
3. 2 of Amerikaz Most Wanted (LP Version)
4. Hit 'Em Up